# Stående

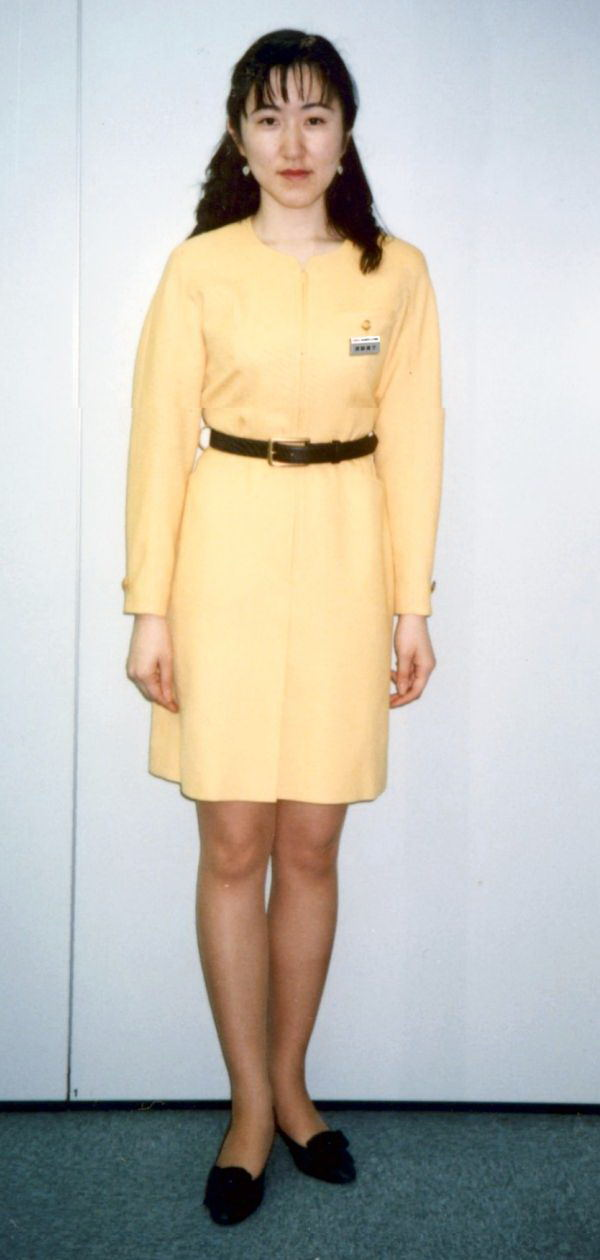
En stående kvinna.

Stående är en kroppsställning för människor och djur, där kroppen endast stöds på fötterna, eller en del av fötterna, till skillnad från sittande och liggande.
Vissa däggdjur, särskilt hovdjur, står på tårna. De flesta däggdjur står oftast på alla fyra ben, medan särskilt primater utmärker sig för att stå på bakbenen. Djur som björnar och gnagare kan ställa sig på bakbenen för att få överblick, eller signalera flykt- eller stridsberedskap, för att avskräcka fiender.